# Basilika Unserer Lieben Frau von Guadalupe (Coro)
Das Basilika Unserer Lieben Frau von Guadalupe (spanisch Basílica de Nostra Senora de Guadalupe) oder die Basilika von El Carrizal ist eine katholische Kirche bei La Vela de Coro, einer 25 Kilometer westlich von Coro, der Hauptstadt des venezolanischen Bundesstaates Falcón, gelegenen Hafenstadt. Die Kirche im Weiler Carrizal gehört zur politischen Gemeinde Colina und zur Pfarrei Unserer Lieben Frau von Carmen de la Vela de Coro des Erzbistums Coro. Die Wallfahrtskirche führt das Patrozinium Unserer Lieben Frau von Guadalupe als Schutzpatronin des Bundesstaates und des Erzbistums.

## Geschichte
Nach der Überlieferung wurde 1723 ein Stamm mit der Leinwand Unserer Lieben Frau von Guadalupe an der Küste von Muaco gefunden. Daraufhin wurde die Kirche Unserer Lieben Frau von Guadalupe  durch Pater Don Pedro Sangronis im Kolonialstil errichtet. Bis 1992 wurde das katholische Heiligtum unter Ramón Pérez Ovidio Morales, Bischof von Coro, umgebaut und neu geweiht.
Die Kirche ist Teil der 1993 geschaffenen UNESCO-Weltkulturerbestätte der Stadt Coro und ihres Hafens. Der Kirche wurde am 11. Juni 2008 durch Papst Benedikt XVI. der Rang einer Basilica minor verliehen.

## Basilika
Das Satteldach des Kirchenschiffs wird von 16 Säulen getragen und ist noch im Kolonialstil erhalten, die Wände sind als Bahareque-Flächen aus Lehm gefertigt. Auf der linken Seite des Eingangs steht ein quadratischer Turm mit einem runden Obergeschoss. Bedeutsam sind die beiden Bildnisse Unserer Lieben Frau von Guadalupe. Das eine ist ein Gemälde, das als Altarbild den Hauptaltar abschließt, das andere ist eine Holzstatue, die in der Nische rechts vom Altar verehrt wird. Diese Marienstatue wurde nach Dekret von Papst Johannes Paul II. am 12. Dezember 1992 kanonisch gekrönt.
Neben der Kirche erstreckt sich ein weitläufiger Platz, der rund 20.000 Menschen bei Gottesdiensten aufnehmen kann. Dieser Platz wird insbesondere genutzt bei der Ankunft der Marienfigur am 11. und 12. Dezember am Tag der Marienerscheinung in Mexiko sowie am 27. Februar zur Feier des Tages, an dem das Bildnis an der Küste aufgefunden wurde. Außerdem liegt an dem Platz auch die Andachtsstätte El Carrizal.